# Việt Tiến, Bảo Yên
Việt Tiến là một xã thuộc huyện Bảo Yên, tỉnh Lào Cai, Việt Nam.
Xã Việt Tiến có diện tích 33,19 km², dân số năm 1999 là 2.480 người, mật độ dân số đạt 75 người/km².